# Nicholas Fairall
Nicholas Fairall (né le 6 juillet 1989 à New London) est un sauteur à ski américain.

## Palmarès

### Jeux olympiques
| Épreuve / Édition | Sotchi 2014 |
| Grand tremplin    | 35e         |
| Par équipes       | 10e         |

### Coupe du monde
- Meilleur classement général : 60e en 2009.
- Meilleur résultat individuel : 23e.

#### Différents classements en Coupe du monde
| Année     | Classement général final |
| 2008-2009 | 60e                      |
| 2013-2014 | 79e                      |